# Gelendost
Gelendost là một huyện thuộc tỉnh Isparta, Thổ Nhĩ Kỳ. Huyện có diện tích 647 km² và dân số thời điểm năm 2007 là 17481 người, mật độ 27 người/km².